# 成瀬正住
成瀬 正住（なるせ まさずみ）は、尾張藩の附家老、尾張犬山藩の第8代当主。
文化9年（1812年）9月30日、第7代当主・成瀬正壽の長男として生まれる。文政11年12月に従五位下・主殿頭に叙任。天保9年（1838年）10月27日、父の死去により家督を継いだ。同年、隼人正に転任。尾張藩主の斉温、斉荘、慶臧、慶勝の4代に仕えた。
天保7年（1836年）、実父は将軍徳川家斉であった藩主の斉温の婚儀のために上洛していた正住が、名古屋にいた先代尾張藩主の徳川斉朝を無視して犬山城に入るという情報を知った斉朝が激怒している。結局、成瀬は斉朝に伺候した。また天保10年（1839年）、斉温の没後に斉荘（家斉の十一男、斉温の兄）を新藩主に迎えるに際し、幕府は正住ら尾張藩重鎮との交渉で事を運び、隠居の斉朝には全く相談がなかった。 
安政4年（1857年）9月18日（または9月19日）に死去した。享年46。2男4女があったが男子が早世したため、跡を養子で娘婿の正肥（青山忠良の三男）が継いだ。

絵画に才能があり、狩野派の面を描き、花草鳥の絵も巧みであった。

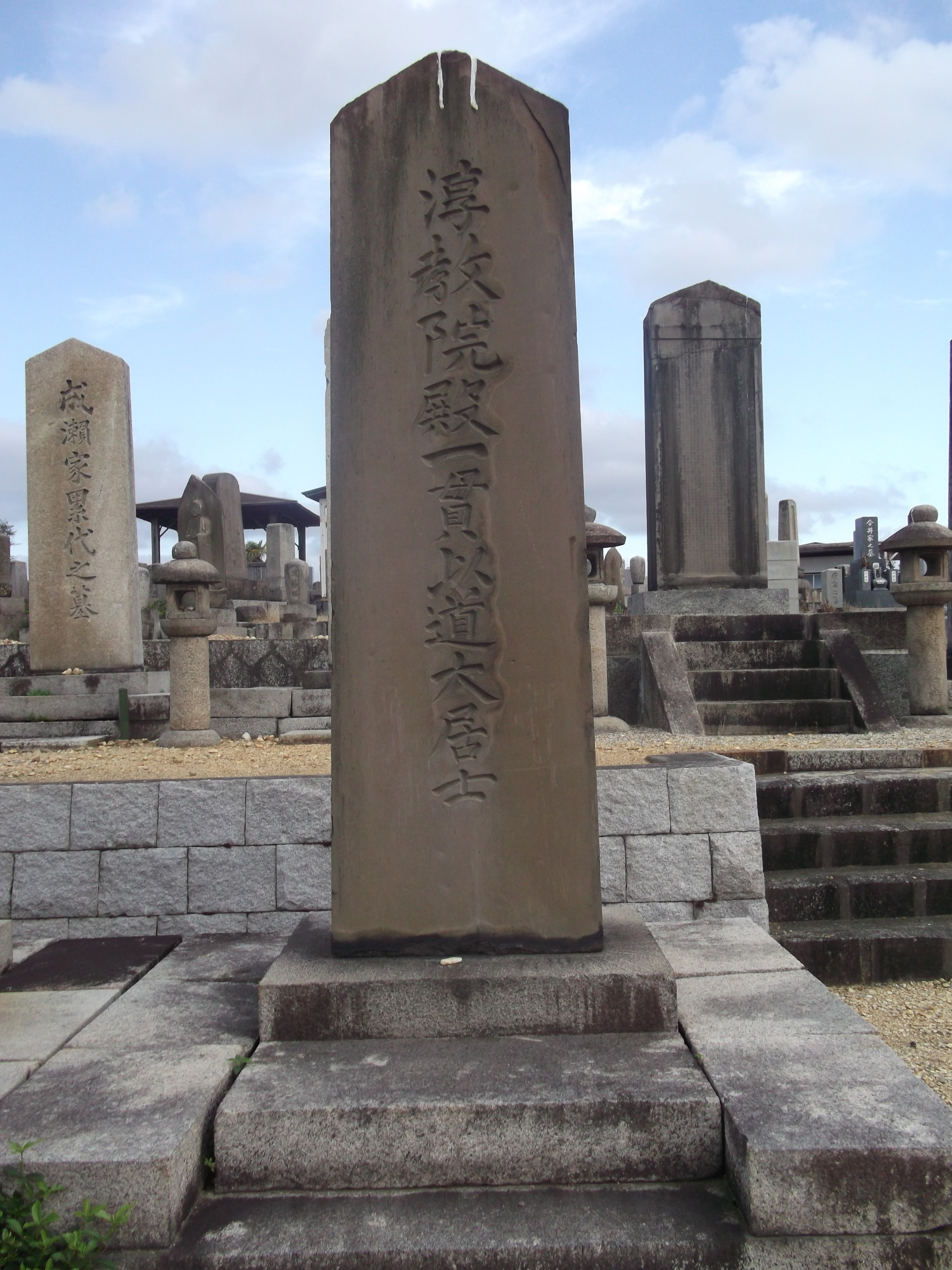
成瀬正住の墓（名古屋市千種区の平和公園白林寺墓地）

## 系譜
父母
- 成瀬正壽（父）

正室
- 奥平昌高の娘

子女
- 成瀬正肥正室

養子
- 成瀬正肥 ー 青山忠良の三男